# ارلنباخ بای مارکتایدنفلد
ارلنباخ بای مارکتایدنفلد (به آلمانی: Erlenbach bei Marktheidenfeld) یک شهر در آلمان است که در ماین-اشپسارت واقع شده‌است.